# William Travis

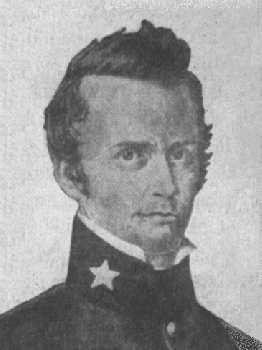
William Barret Travis

William Barret Travis (* 9. August 1809 im Saluda County, South Carolina; † 6. März 1836 in Alamo, Republik Texas) war der texanische Kommandeur des Forts Alamo in der Schlacht von Alamo im Texanischen Unabhängigkeitskrieg von Mexiko.

## Frühe Jahre
Travis studierte Jurisprudenz und arbeitete kurze Zeit als Rechtsanwalt. 1828 heiratete er Rosanna Cato, ein Jahr später kam der Sohn Charles Edward Travis zur Welt. Travis begann eine Zeitung herauszugeben, schloss sich den Freimaurern an und trat der South Caroline Miliz bei. Seine Ehe hielt nicht lange: 1831 verließ Travis seine Frau, den Sohn und eine noch ungeborene Tochter und ging nach Texas. Dort betätigte er sich wieder als Anwalt, zuerst in Anahuac, danach in San Felipe de Austin.

## Schlacht von Alamo
Als sich 1835 die Spannungen zwischen Mexiko und Texas verschärften, schloss sich Travis als Kavallerie-Offizier der angloamerikanischen, texanischen Freiwilligenarmee an. Ende Januar 1836 begab er sich auf Befehl des provisorischen Provinzgouverneurs Henry Smith mit etwa 30 Mann zur Festung Alamo, bei der er am 3. Februar eintraf. Da deren Kommandeur, James C. Neill, am 11. Februar Urlaub nahm, um sich um seine Familie zu kümmern, war der nur 26-jährige Travis Festungskommandant während der mexikanischen Belagerung des Forts und der Schlacht von Alamo vom 23. Februar bis zum 6. März 1836. Allerdings weigerten sich die US-amerikanischen Freiwilligen im Fort, unter einem Offizier der texanischen Armee zu dienen, und wählten James Bowie zu ihrem Anführer, mit dem sich Travis dann den Oberbefehl teilte.
Travis und Bowie fielen mit der gesamten Besatzung des Forts, etwa 185 Mann, am 6. März 1836.